# Bahía Oglander
Las bahía Oglander es una entrada de mar del extremo sur de Chile, situada en la región donde se unen el extremo sudeste del océano Pacífico con el extremo sudoeste del océano Atlántico. Está rodeada por islas del sector sudeste del archipiélago de Tierra del Fuego. Administrativamente, pertenece a la comuna de Cabo de Hornos, en la Provincia Antártica Chilena; que a su vez es parte integrante de la Región de Magallanes y de la Antártica Chilena. 

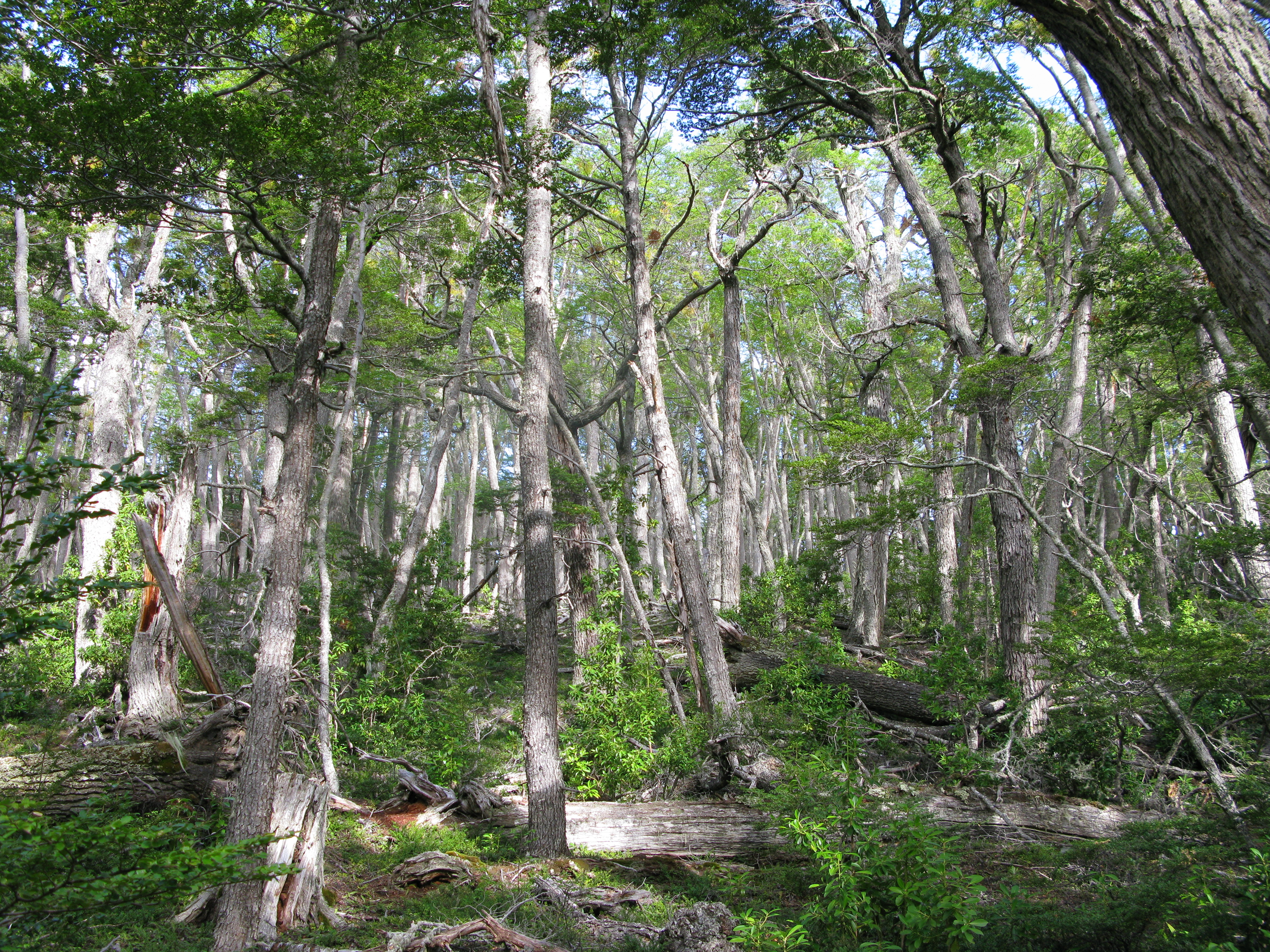
El bosque de lengas cubre algunos sectores de las costas inslulares que baña la bahía Oglander.

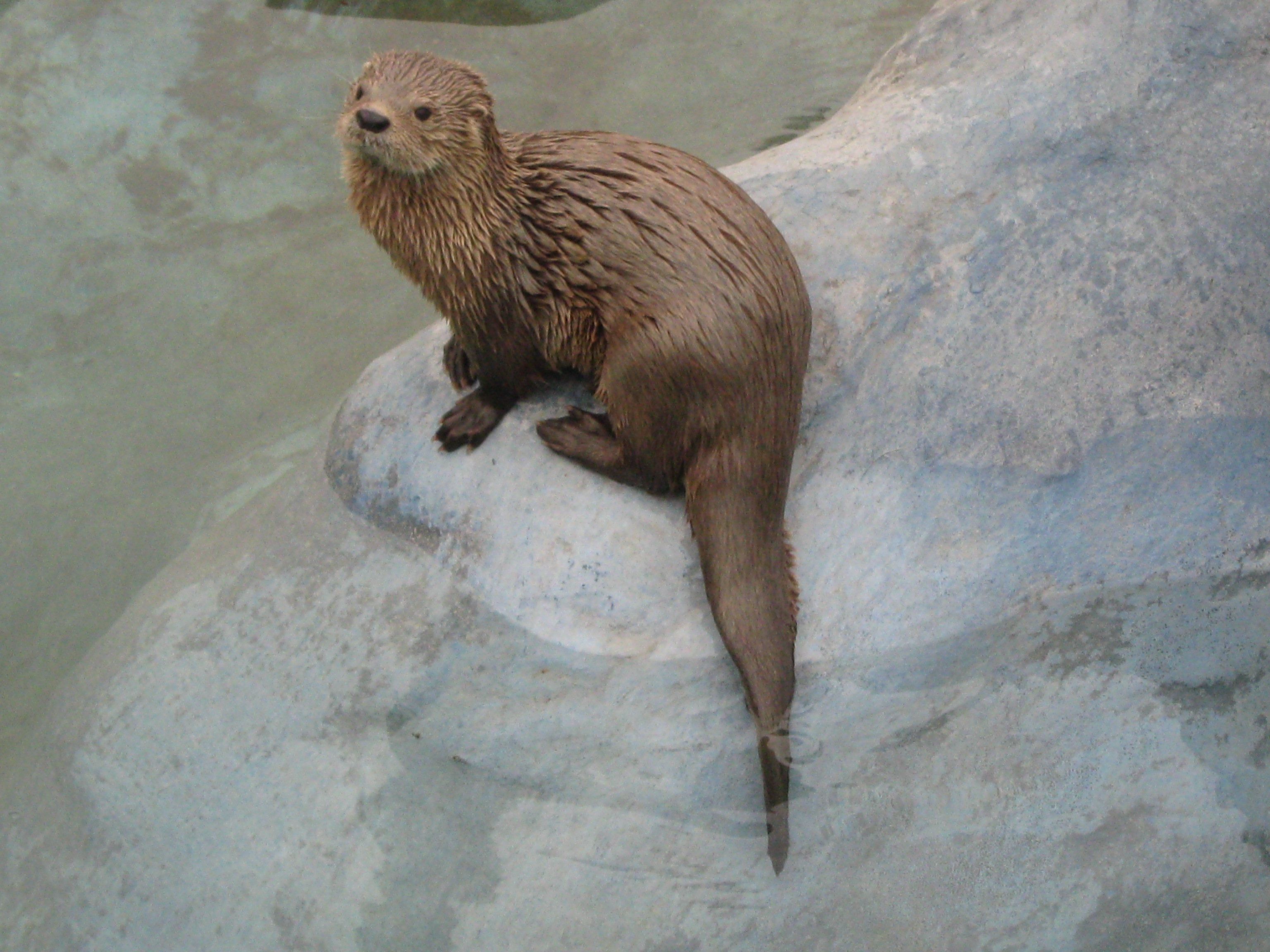
chungungo.

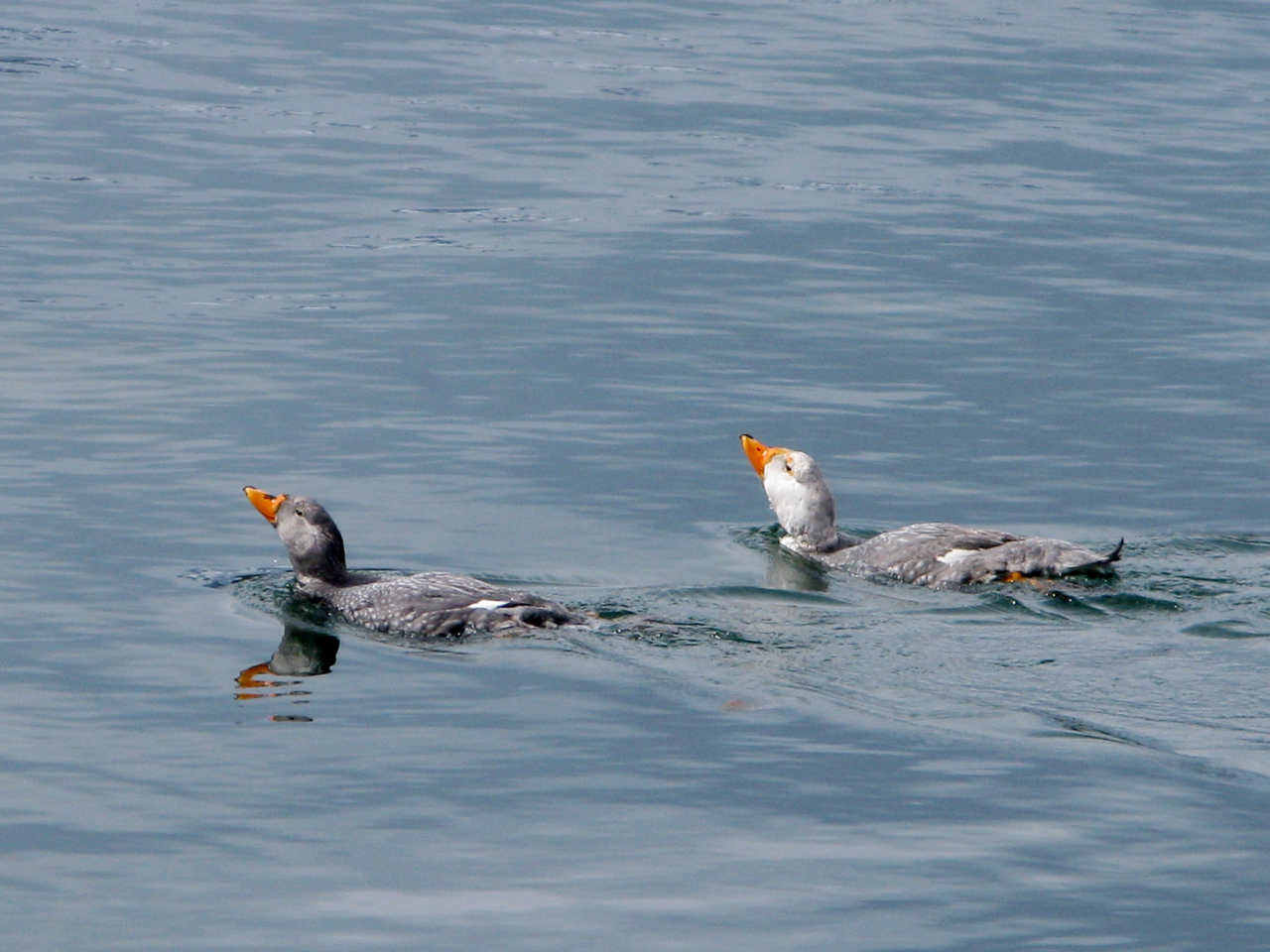
Pareja de Patos vapor del Pacífico.

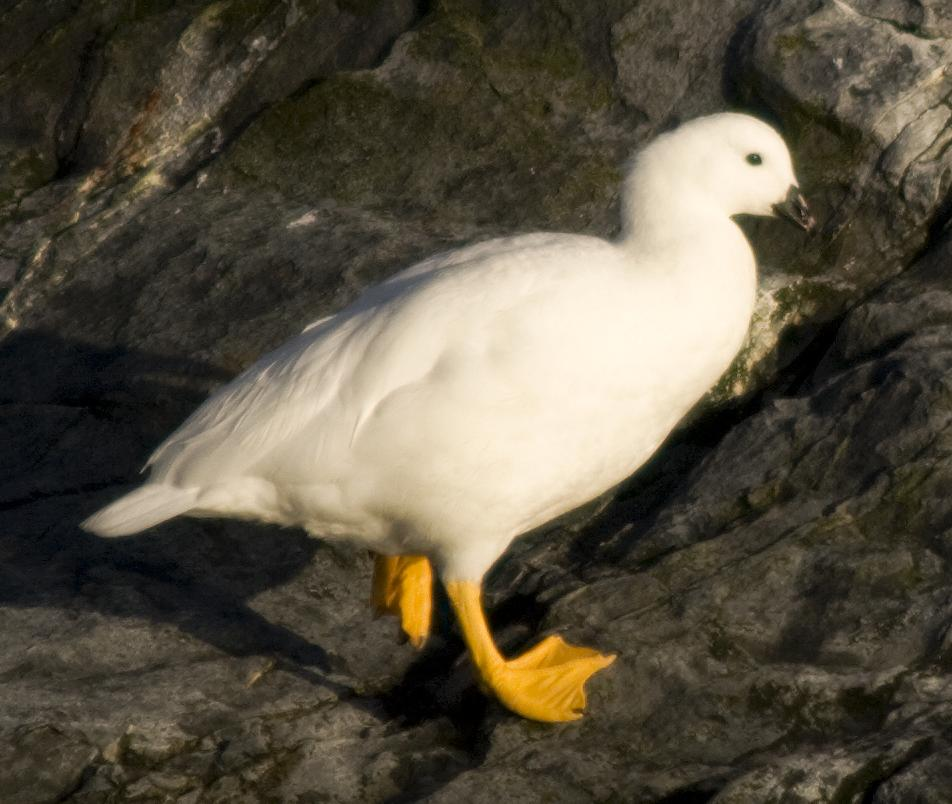
caranca o caiquén de mar.

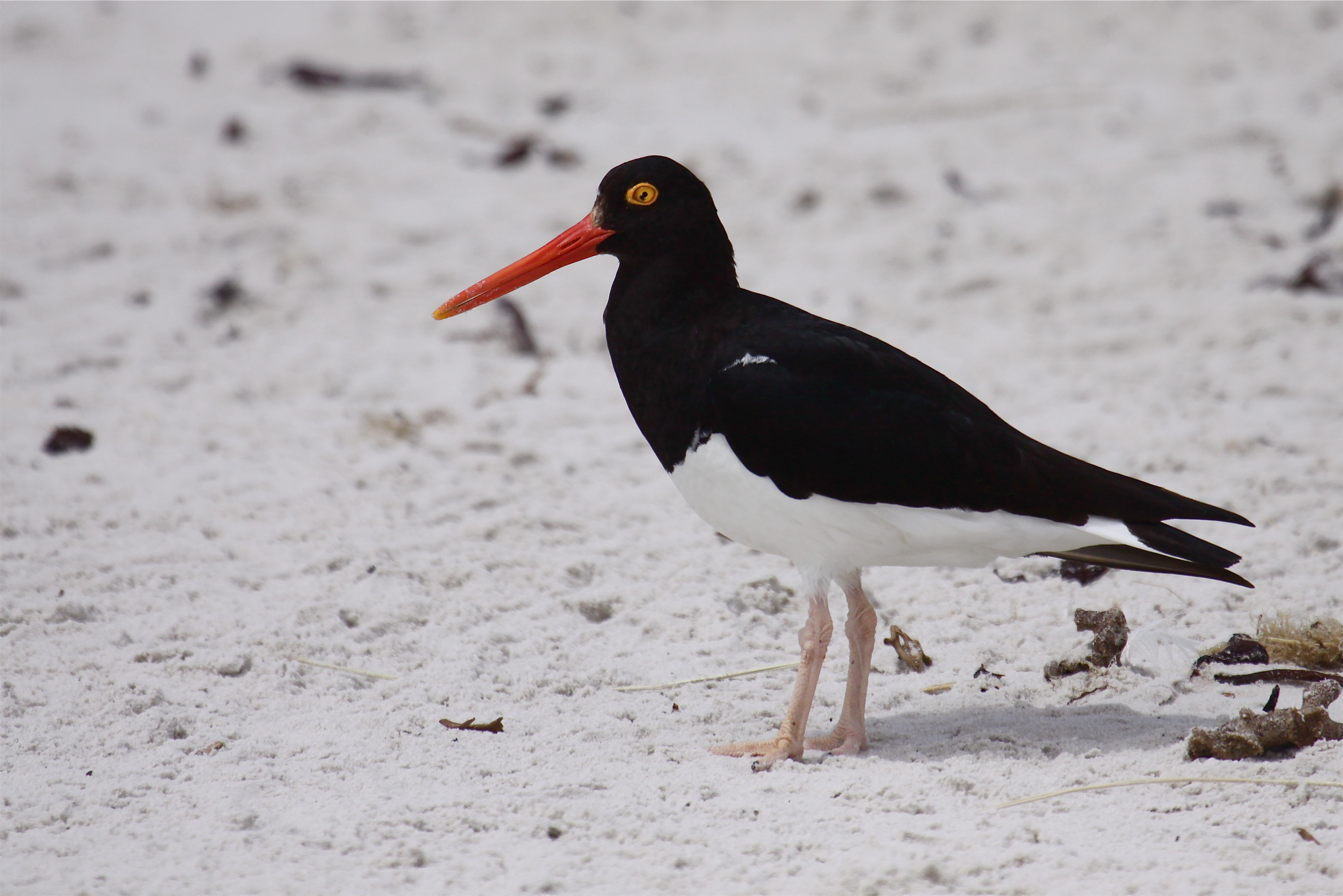
pilpilén austral.

## Características geográficas
El largo —oeste-este— de bahía Oglander es de aproximadamente 28 km; su ancho —norte-sur— es de unos 11 km. Su profundidad máxima es de 110 m. Su centro se encuentra en las coordenadas: 55°8'47"S 66°56'52"O.

### Asignación oceánica
La ubicación oceánica de la bahía Oglander es objeto de debate. Según la Argentina es una bahía atlántica; en cambio, según la tesis postulada por Chile se incluye en el océano Pacífico Sur; este último es el país poseedor de las mismas; a idéntico resultado arribaron, aunque con algunos reparos, los juristas del laudo Arbitral, tomando al grupo PNL como una unidad. De igual manera la OHI considera por lo menos a Picton y a Nueva —al norte y este de la bahía Oglander— al estar dentro del canal Beagle —en su totalidad del Pacífico—, la primera en forma casi completa y la segunda bañada por dichas aguas en el norte; pero no es muy claro sobre a que océano dicho organismo señala que pertenecen la isla Lennox y los islotes hasta el cabo de Hornos.

### Localización
Por el norte baña las costas de la isla Picton, la cual está interpuesta entre esta bahía y la isla Grande de Tierra del Fuego; por el oeste contacta con la ribera oriental de la isla Navarino; hacia el sur bordea el litoral de la isla Lennox; hacia el este se abre en dos pasos marítimos que la relacionan con la isla Nueva.

### Islas interiores
A diferencia de la totalidad de los brazos marinos que la rodean, prácticamente no posee islas interiores. Sólo posee un pequeño islote, situado en las proximidades de la costa sur de la isla Picton —en las coordenadas 55°4'50.10"S 66°55'47.60"O—. 

### Conexiones con otros cuerpos marítimos
Las conexiones de bahía Oglander con otros cuerpos marítimos se producen mediante pasos o canales. La mayor intercomunicación se produce en la zona nororiental, donde una boca de 14 km de ancho —denominada paso Oglander— la comunica con el extremo oriental del brazo principal del canal Beagle el cual porta el límite entre la Argentina y Chile. Hacia el noroeste, se une al brazo principal del canal Beagle por intermedio del paso Picton —de 3,6 km en su parte más estrecha—, un brazo marino secundario de dicho canal. Hacia el sudoeste, el paso Goree —de 6,1 km en su parte más angosta— la vincula con la bahía Nassau del océano Pacífico Sur. Hacia el sudeste, el paso Richmond —de 6,4 km en su parte más estrecha— la interconecta con el mar de la Zona Austral y con las aguas abiertas del océano Atlántico Sur.

### Bahías, penínsulas, cabos
Son varias las pequeñas bahías, penínsulas, cabos, etc. incluidas en la bahía Oglander. Entre los cabos y puntas destacan: cabo María, cabo Hall, cabo Rees, punta Jorge, punta Raquel, punta Aarón, etc.

### Clima
En la bahía Oglander, la temperatura media anual es de 6 °C, con escasa oscilación térmica anual. Las precipitaciones, que en invierno suelen ser en forma de nieve, están repartidas equitativamente a lo largo del año sumando un total que ronda los 550 mm, pero, si bien parecerían exiguas, a causa de la constante temperatura baja se tornan suficientes para convertir a la bahía Oglander en una zona de clima húmedo; también ayuda para ello el alto promedio de días con alguna precipitación, siendo también alto el número de días nublados o brumosos. Puede haber nevadas en cualquier época del año, aunque son particularmente copiosas en el invierno austral.
Fuertes vientos desde el cuadrante oeste, originados en el Pacífico, suelen azotar a la bahía Oglander durante buena parte del año.
En la clasificación climática de Köppen, el clima de la bahía Oglander es del tipo templado, húmedo todo el año, y con verano frío «Cfc». Este clima es llamado también: clima oceánico frío, o subpolar oceánico. Según otros autores es una variante fría del «patagónico húmedo».

### Flora
Las aguas de la bahía Oglander son notables por poseer bosques sumergidos de cachiyuyos gigantes (Macrocystis pyrifera), una alga parda de enormes proporciones, la cual sostiene una rica biodiversidad marina.
Fitogeográficamente, buena parte de las riberas de las islas que rodean a la bahía Oglander se insertan en dos distritos de la Provincia fitogeográfica Subantártica. En los sectores con alguna protección y más altitud se encuentran bosques del Distrito fitogeográfico Subantártico del Bosque Caducifolio, presentando como especies características a la lenga (Nothofagus pumilio), el ñirre (Nothofagus antarctica), el notro (Embothrium coccineum), etc. En sectores más húmedos y de baja altitud en su sector norte se presenta el Distrito fitogeográfico Subantártico Magallánico, presentando como especies características al guindo o cohiue de Magallanes (Nothofagus betuloides), el huayo (Maytenus magellanica), el canelo (Drimys winteri), etc.
Son frecuentes las comunidades de turbales en sectores empapados de aguas ácidas, las que junto con las temperaturas bajas, reducen al mínimo la acción de microorganismos descomponedores. Son dominados por distintas especies, destacando los musgos, los cuales forman una densa capa superficial. En buena parte de sus riberas se presentan la tundra magallánica y los arbustales magallánicos.
La bahía es parte de la «Reserva de Biosfera Cabo de Hornos».

### Fauna
Las aguas de la bahía Oglander cuentan con especies faunísticas típicas del sudeste del océano Pacífico. En sus aguas y costas se encuentran albatros (Diomedeidae), gaviotas australes (Larus scoresbii), patos vapor del Pacífico (Tachyeres pteneres), carancas o caiquenes de mar (Chloephaga hybrida), pilpilenes australes (Haematopus leucopodus), cormoranes imperiales (Leucocarbo atriceps), petreles (Procellariidae), lobos marinos de un pelo (Otaria flavescens) y de dos pelos (Arctocephalus australis) y, posiblemente, alguna nutria marina o chungungo (Lontra felina).

## Historia

### Primitivos habitantes de la bahía Oglander y primeros encuentros con occidentales
La bahía Oglander era frecuentada por los yaganes, su población original, indígenas de cultura canoera. Los primeros encuentros con la cultura occidental se produjeron con el bergantín HMS Beagle al mando de Robert Fitz Roy durante las décadas de 1820 y 1830. En 1888 fue descubierto oro en las riberas de esta bahía, lo que desató el interés económico por la región. A principios del siglo XX, el oro se agotó y la zona quedó deshabitada. En el año 1906 se hundió en sus aguas el vapor y velero «Elena».

### Conflicto limítrofe por la soberanía de la bahía Oglander

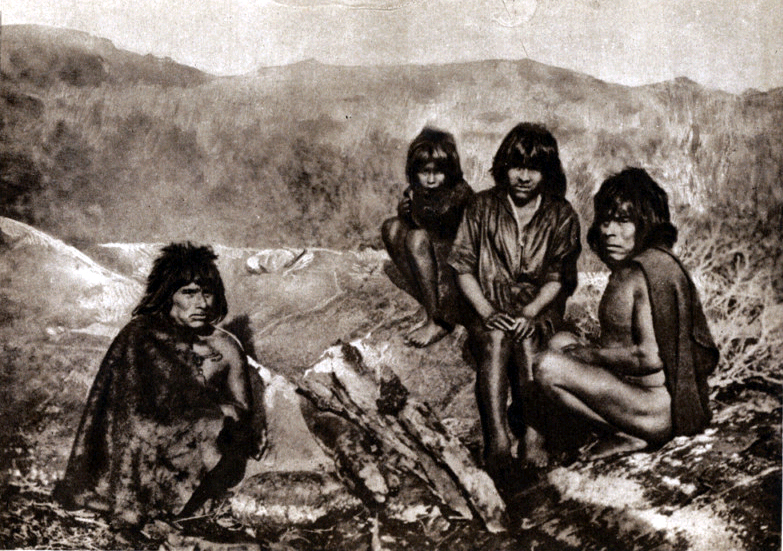
Familia yámana; los primitivos habitantes de la bahía Oglander.

Parte de las aguas de la bahía Oglander incluyendo algunas de sus islas —menos Navarino—, fueron reclamadas por la Argentina, hecho que formó parte del Conflicto del Beagle. La resolución de la disputa ocurrió en 1984 con la firma del Tratado de Paz y Amistad, en el cual se acordó que la totalidad de la bahía Oglander quede definitivamente bajo soberanía chilena, aunque otorgó beneficios de navegación para la Argentina sobre sus aguas, al permitir que buques de bandera argentina puedan hacer la travesía entre la Antártida y los puertos argentinos del canal Beagle, y viceversa; o entre la Zona económica exclusiva argentina adyacente al límite marítimo entre la Argentina y Chile y los puertos argentinos del canal Beagle, y viceversa, por la ruta paso Picton - bahía Oglander - paso Richmond —tramo en donde se surca sobre aguas interiores chilenas— sin necesidad de dar aviso a las autoridades de Chile ni de embarcar un piloto chileno, ambos procedimientos son obligatorios en caso de terceros países.

## Administración
La bahía Oglander es fiscalizada por la Armada de Chile mediante «Alcaldes de Mar» quienes están al mando de «Alcaldías de Mar». Las mismas pertenecen a la Tercera Zona Naval, «Distrito Naval Beagle» (DISNABE), con sede en Puerto Williams. Allí está el Puerto Base de los Patrulleros de Servicio General PSG 73 “Aspirante Isaza” y “Sibbald”, los cuales son los buques encargados de reaprovisionarlas de víveres y elementos básicos, generalmente cada 2 o 3 meses. También realizan mantenimiento de la infraestructura de las mismas, de la señalización marítima distribuida en la zona, al tiempo que fiscalizan los barcos pesqueros que se encuentran en sus aguas. Cada Alcalde de Mar vive junto a su grupo familiar por un período de un año. Su tarea principal es el resguardo de la soberanía chilena en la región, el control de las aguas jurisdiccionales y la salvaguarda y rescate de la vida humana en el mar.

## Vías de acceso
El puerto importante más cercano a la bahía Oglander es Puerto Williams en el noreste de la isla Navarino. Desde allí, en cruceros o embarcaciones privadas, se puede acceder a la bahía Oglander vía paso Picton, como etapa intermedia en un viaje hacia el cabo de Hornos, el que es la principal atracción turística de las islas australes.